# 웬델 홈즈

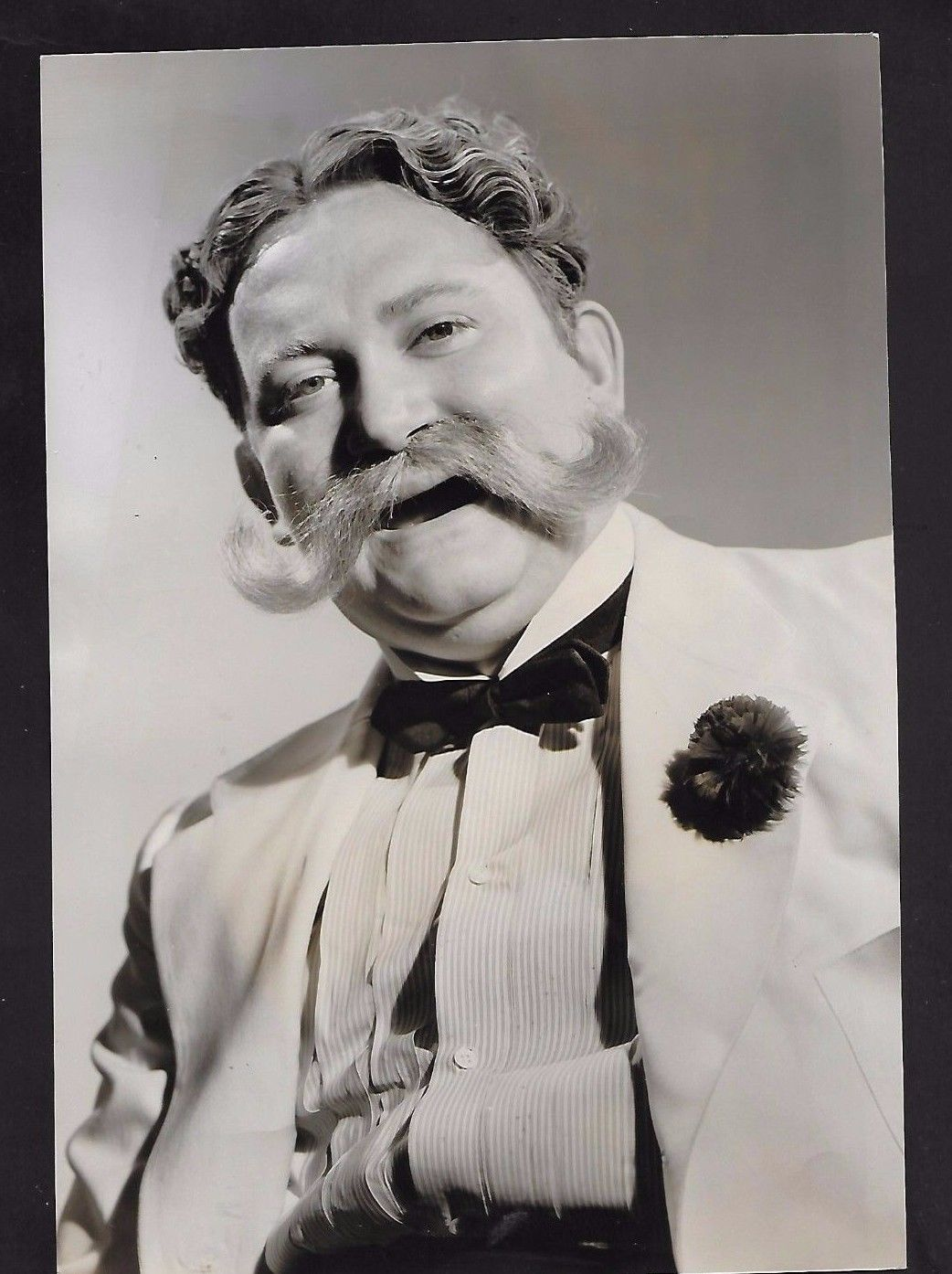

웬델 홈즈(Wendell Holmes, 1914년 8월 17일 ~ 1962년 4월 27일)는 미국의 배우, 영화배우, 텔레비전 배우이다.
체셔에서 태어났으며 파리에서 사망하였다.

## 영화
- 로토 랜드 (1995년)